# Islândia nos Jogos Olímpicos de Verão de 1976

A Islândia competiu nos Jogos Olímpicos de Verão de 1976 em Montreal, Canadá.